# Elección presidencial de El Salvador de 1972
La elección presidencial de El Salvador de 1972 tuvo lugar el domingo 20 de febrero de 1972. El resultado de los comicios fue la victoria de Arturo Armando Molina del PCN, quien recibió el 43.42% del voto popular. Sin embargo, la elección fue caracterizada como un fraude. El PCN enfrentó un gran reto de la oposición tanto de la derecha como de la izquierda. Por eso había tratado de manipular las elecciones mediante la celebración de las presidenciales dos semanas antes de las legislativas, que tuvieron lugar el 12 de marzo, para asegurar que si Molina no pasara la marca de 50% de votos, la Asamblea Legislativa que aún estaba bajo el PCN lo aprobarían, como presidente. A pesar de sus intentos de robar urnas, José Napoleón Duarte, político perteneciente a la oposición Unión Nacional Opositora (UNO), había obtenido la victoria después de que la Junta Electoral Central en San Salvador emitiera un comunicado donde Duarte había salido ganador por alrededor de 6.000 votos. Sin embargo, esto fue seguido por un bloqueo informativo de tres días, después de lo cual se anunció un conjunto revisado de cifras, dando una victoria estrecha para Molina, lo que significaba que la Asamblea Legislativa elegiría a este militar porque su partido tenía mayoría en la asamblea salvadoreña. La oposición no participó en la votación, resultando que Molina fuera elegido por 31 votos a favor frente a cero.

## Candidatos
Arturo Armando Molina representaría al oficialista, Partido de Conciliación Nacional (PCN). Esta sería la tercera elección en donde el PCN, daría su participación como partido oficialista esta elección significaría un cambio y giro radical hacia el PCN, ya que la población preferiría elegir a un civil para presidente, se especuló que su antecesor Fidel Sánchez Hernández propondría a Reynaldo Galindo Polh como candidato presidencial, pero este declinó la propuesta, a lo cual se terminó eligiendo a Arturo Armando Molina para presidente junto con Enrique Mayorga Rivas para vicepresidente, Molina tenía experiencia en el ramo militar a solo 3 años de la Guerra de las 100 horas fue ascendido a coronel.     
Mientras por la oposición que era representada por La Unión Nacional Opositora una coalición de 3 partidos políticos entre ellos: Partido Demócrata Cristiano, Movimiento Nacional Revolucionario, y Unión Democrática Nacionalista (cual era una facción del Partido Comunista Salvadoreño) elaboraron una alianza y propuso a José Napoleón Duarte para la presidencia ya que el fungió como Alcalde de San Salvador entre 1964 a 1970 lo cual durante su gestión en la comuna lo impulso para la candidatura, junto a Duarte se unió al Dr. Guillermo Ungo para la vicepresidencia. Ungo trabajaba en la facultad de derecho de la Universidad de El Salvador, ya que desde 1968 contribuyo al apoyo y formación de movimientos sociales.   
Además, de Molina y Duarte también hubo participación de dos partidos que estaban a favor del oficialismo. Los cuales fueron Partido Popular Salvadoreño, que tenía como candidato a José Antonio Rodríguez Porth, un abogado de carrera y político de trayectoria profesional graduado de la Universidad de El Salvador que, desde 1944; durante la huelga de brazos caídos que acabaría con la dictadura de Martínez, comenzaría sus inicios en la vida pública. y el Frente Unido Democrático Independiente, que tenía como candidato a José Alberto Medrano quien fungió como director de la Guardia Nacional durante el gobierno de Fidel Sánchez Hernández también ayudó a formar los Paramilitares del ORDEN para la vigilancia las zonas rurales, y dirigió tropas militares durante la Guerra contra Honduras.  
El triunfo del oficialismo se dio por medio de un fraude electoral en donde la Asamblea Legislativa de mayoría oficialista daría el triunfo a Molina por medio de una votación por parte de los diputados pecenistas; suspendiendo los resultados dados por el Consejo Central de Elecciones, el fraude consistía en anular la planilla de la Unión Nacional Opositora que estaba conformada por el Partido Demócrata Cristiano, Movimiento Nacional Revolucionario, y la Unión Democrática Nacionalista, lo cual terminó suspendiendo la declaración del vencedor, dando así el triunfo de Molina sobre el ingeniero José Napoleón Duarte.

## Intento de Golpe de Estado Al General Fidel Sánchez Hernández
El 25 de marzo del mismo año José Napoleón Duarte junto con otros líderes democristianos Guillermo Ungo, Julio Rey Prendes, José Morales Erlich, y Carlos Herrera Rebollo intentaron establecer un golpe de Estado hacia el saliente presidente Sánchez Hernández debido al fraude perpetrado por Molina y El oficialista Partido de Conciliacion Nacional, el golpe sería apoyado por algunos militares a favor de la Unión Nacional Opositora entre ellos el Coronel Benjamín Mejía, pero el golpe terminaría en rotundo fracaso Morales Erlich y Herrera Rebollo tuvieron que exiliarse del país debido a que los militares oficialistas los estaban persiguiendo a través de los cuerpos de seguridad, Duarte fue capturado, torturado y posteriormente juzgado a pena capital por traición pero debido a las presiones de los organismos internacionales término en el exilio.

## Encarcelamiento y exilio de José Napoleón Duarte
Duarte cargó con las represalias del Gobierno, que aprovechó la circunstancia para deshacerse de un líder opositor visto como el mayor peligro para el régimen. Acusado de haber iniciado la conspiración, Duarte fue encarcelado y sometido a brutales torturas de las que salió muy maltrecho, con tres dedos de la mano izquierda mutilados y los pómulos aplastados con la culata del fusil. El tribunal que le juzgó le condenó a muerte por el delito de alta traición, pero las presiones internacionales forzaron a Molina permitirle que se exiliara en Venezuela. Unos años regresaría y después fungiría como Presidente de la República en 1984. 